# Kirchhof (Petting)
Kirchhof ist ein Gemeindeteil der Gemeinde Petting im oberbayerischen Landkreis Traunstein. Der Weiler liegt an der Straßenverbindung von Petting nach Laufen südlich des Achentals.

## Geschichte
Die Herren von Eichheim hatten bis zum Erlöschen des Geschlechts im frühen 15. Jahrhundert Eigentumsrechte im Ort und in der Umgebung, die an das Erzstift Salzburg fielen. 

## Baudenkmäler
Siehe auch: Liste der Baudenkmäler in Kirchhof
- Katholische Filialkirche Maria Himmelfahrt

## Bodendenkmäler
Siehe: Liste der Bodendenkmäler in Petting